# Dammarie-les-Lys
Dammarie-les-Lys är en kommun i departementet Seine-et-Marne i regionen Île-de-France i norra Frankrike. Kommunen ligger i kantonen Perthes som tillhör arrondissementet Melun. År 2022 hade Dammarie-les-Lys 23 252 invånare.
Kommunen är en av de sydöstliga förstäderna till Paris.

## Befolkningsutveckling
Antalet invånare i kommunen Dammarie-les-Lys
| Referens: INSEE |